# Diphascon victoriae
Diphascon victoriae är en djurart som tillhör fylumet trögkrypare, och som beskrevs av Giovanni Pilato och Maria Grazia Binda 1999. Diphascon victoriae ingår i släktet Diphascon och familjen Hypsibiidae. Inga underarter finns listade i Catalogue of Life.